# Dancehall
Dancehall ist eine auf Reggae aufbauende Musikrichtung, die Ähnlichkeiten mit Hip-Hop hat. Großen Einfluss auf die jamaikanische Dancehall-Entwicklung hatte das sogenannte Toasten, eine Art des Sprechgesangs, die durch Künstler wie U-Roy, Big Youth, Dennis Alcapone und I-Roy bekannt wurde.
Ursprünglich bezeichnete der Begriff Dancehall Reggae keine eigenständige Stilrichtung, sondern einfach die Musik, die in den jamaikanischen Dancehalls (den Veranstaltungsorten großer Tanzpartys, der sogenannten Dances) gespielt wird. Da hier meist das Subgenre Ragga (oder Raggamuffin) dominiert, wird Dancehall heute oft als Synonym für Ragga bzw. den mit elektronischen Stilelementen aufgearbeiteten Ragga verwendet.

## Beschreibung
Gesungen und getoastet wird auf bass- und beatlastigen, tanzbaren Riddims (Instrumentalstücken), welche im Dancehall-Bereich meist unter Verwendung von Synthesizern und Drumcomputern produziert und von einem Selector (entspricht dem DJ in den USA und Europa) eines Soundsystems gemischt werden. Über die Riddims wird ein Sprechgesang, meist auf Patois, getoastet bzw. gechantet (chanting). Der Interpret wird üblicherweise DJ (auch Deejay) genannt. Ein Künstler, der nicht toastet, sondern singt, wird als Singer bezeichnet. Für Interpreten, die eine Mischung aus beiden Gesangsarten praktizieren, ist die Bezeichnung Singjay verbreitet. Typisch ist, dass jeweils eine Strophe mit Hilfe der immer gleichen Aussprache der letzten Silben im Vers gereimt wird. Der Sprechgesang im Dancehall ist als Toasting bzw. Chatting bekannt. Er unterscheidet sich insofern vom Rap, da er nicht nur rhythmisch, sondern auch in einem stimmhaften Ton vorgetragen wird, der auch in kleinere Melodielinien übergehen kann. Dancehall-Partys werden oft Dances oder Bashments genannt.

## Texte, Homophobie und die rechtlichen Folgen
Im Gegensatz zum teilweise stark von der Rastafari-Religion geprägten Roots-Reggae ist Dancehall kaum religiös ausgerichtet.
Ähnlich dem amerikanischen Hip-Hop finden sich auch viele Sexismen und gewaltverherrlichende Texte. Auffallend im Dancehall ist auch die starke homophobe Strömung, ausgedrückt in den Battyman-Tunes, die seit den 2000er Jahren für einiges Aufsehen und Proteste von z. B. Schwulenorganisationen gesorgt hat. Diese Homophobie wird zum Teil kulturell und religiös begründet.
„In kaum einem Land Lateinamerikas oder der Karibik herrscht ein so schwulenfeindliches Klima wie in Jamaika. Angeheizt wurde das in den letzten Jahren noch durch junge Dancehall-Reggaemusiker wie Beenie Man, Buju Banton, T.O.K., die in ihren Songs offen zum gay bashing (physische Gewalt gegen Schwule) und gar zur Tötung schwuler Männer aufrufen.“ schrieb 2004 Klaus Jetz, der Bundesgeschäftsführer des deutschen Lesben- und Schwulenverbandes (LSVD).
Bounty Killer und Sizzla wurde infolge ihrer Mordaufrufe gegen Homosexuelle im Schengener Informationssystem zur Abweisung an den Grenzen ausgeschrieben, dennoch gelang beiden zunächst noch einmal die Einreise nach Deutschland. Sizzla wurde infolgedessen von Spanien an der Einreise gehindert. Der britische Aktivist Peter Tatchell prägte bereits Mitte der 1990er Jahre für die homophoben Werke des Dancehall und Reggae den Begriff Murder music. Sänger wie Capleton behaupten, die Texte seien nicht wörtlich zu verstehen und keinesfalls Aufruf, Menschen oder Dinge zu verbrennen. Mit „Feuer“ sei kein reales Feuer gemeint, sondern ein spirituelles Feuer, das die Seele reinigt, ein Konzept, das auch in biblischen Texten vorkomme. Sizzla sagt, man brauche „keine Angst vor dem Feuer“ zu haben.

## Dancehall in Europa
Zu Beginn der 1980er-Jahre kam ein Großteil des in Großbritannien zu hörenden Dancehalls direkt aus Jamaika. Aber zunehmend begann eine Generation einheimischer Künstler wie Tippa Irie und Ragga Twins, den Stil zu praktizieren und ihre Soundsysteme auf die Straße der britischen Inseln zu bringen.
Britische Künstler begannen sich von der jamaikanischen Szene abzuheben und mischten Dancehall mit unverwechselbaren neuen britischen Stilen. Künstler wie Glamma Kid verliehen dem Ragga-Sound jamaikanischer Künstler wie Bounty Killer und Beenie Man einen kommerziellen Touch, während Top Cat zu einer frühen Stimme des Jungle-Stils wurde – zunächst durch nicht autorisierte Remixe, später durch seine eigenen bahnbrechenden Tracks.
Das Internet ist mittlerweile zur primären Anlaufstelle für das Musikhören geworden, und obwohl der Dancehall-Sound bei den Raves grundsätzlich auf eine Offline-Präsenz angewiesen ist, hat die gegenseitige Befruchtung mit parallelen Sounds wie Afrobeats, Grime und UK-Rap dazu geführt, dass Dancehall seinen Weg in die oberen Ränge der Charts gefunden hat.
Dancehall-Riddims finden seit der zweiten Hälfte der 1990er Jahre mehr und mehr Eingang in die europäische Musikszene, in der sich muttersprachliche Künstler, beispielsweise aus Deutschland oder Frankreich, eigenständig des Dancehalls bedienen und sich auch von den Inhalten der jamaikanischen Szene abgrenzen. Beispiele hierfür sind Künstler bzw. Bands wie Seeed, Dr. Ring-Ding, Gentleman, Mono & Nikitaman, Benjie und P.R. Kantate.
Inzwischen hat sich Deutschland als eine der nicht-jamaikanischen Hochburgen des Dancehall etabliert, zusammen etwa mit Japan.
Einige Riddims von Seeed wurden auch international bekannt, ihr „Doctor’s Darling“-Riddim (ursprünglich Gregory Isaacs „Night Nurse“, später: „Waterpumpee“ bei Seeed – „Germaican Records“) wurde von jamaikanischen Berühmtheiten wie Tanya Stephens, Sizzla und Luciano verwendet.

## Reggaeton
Die Musikrichtung Reggaeton ist eine eigenständige Version des Dancehall aus dem spanischsprachigen Lateinamerika. Sie wird vor allem in Puerto Rico und Panama produziert, ist aber in ganz Lateinamerika seit den 1990er Jahren beliebt.
Sie verbindet Dancehallriddims nach dem Vorbild des „Dem Bow“-Riddims mit spanischen Texten im Gangsta-Rap-Stil (und zum Teil auch mit lateinamerikanischen Melodien/Rhythmen).

## Bekannte Interpreten
- Assassin
- Anthony B
- Beenie Man
- Bounty Killer
- Buju Banton
- Burro Banton
- Busy Signal
- Capleton
- Ce’Cile
- Cutty Ranks
- Daddy Freddy
- Elephant Man
- Konshens
- Lady Saw
- Mad Cobra
- Mavado
- Mr. Vegas
- Ninjaman
- Papa San
- Sean Paul
- Shaggy
- Sizzla
- Shabba Ranks
- Super Cat
- Tanya Stephens
- Tony Rebel
- T.O.K.
- Vybz Kartel
- Ward 21
- Yellowman

### Deutschland
- Seeed
- Mono & Nikitaman
- Gentleman
- Ronny Trettmann
- Nosliw
- Benjie
- Nattyflo
- Irie Révoltés
- Boundzound
- Dr. Ring-Ding
- Ganjaman
- Peter Fox
- Ede Whiteman
- Jan Delay
- Dellé
- Uwe Kaa
- Culcha Candela
- Mellow Mark
- Martin Jondo
- D-Flame
- Bonez MC
- RAF Camora

### Schweiz
- Phenomden
- Cali P
- Collie Herb
- Dodo

### Österreich
- Iriepathie
- Mono & Nikitaman
- RAF Camora